# Siostry magdalenki
Siostry magdalenki (oryg. The Magdalene Sisters) – dramat irlandzki z 2002 roku w reżyserii Petera Mullana, który jest także twórcą scenariusza.
Film opowiada o nastoletnich dziewczynach, które zostały wysłane do azylu sióstr magdalenek – domu dla kobiet uznanych za „upadłe” przez ich rodziny lub społeczeństwo. Domy te były prowadzone w Irlandii przez różne zakony Kościoła rzymskokatolickiego. Reżyser zaznaczył, że film powstał, ponieważ ofiary azyli nie otrzymały przeprosin czy odszkodowania za złe traktowanie, a wiele z nich pozostało pobożnymi katoliczkami przez całe życie. Jedna z byłych mieszkanek azylu, Mary-Jo McDonagh, w rozmowie z Mullanem stwierdziła, że w rzeczywistości warunki były o wiele gorsze niż przedstawione w filmie.
Film nakręcono w Dumfries (Szkocja).

## Opis fabuły
Akcja filmu dzieje się w Irlandii, w latach 60. XX wieku, kiedy uważano, że „upadłe” kobiety muszą ciężko zapłacić za swoje grzechy. Film opowiada historię czterech dziewcząt – Margaret, Bernadette, Rose (w azylu noszącej imię „Patricia”) i Crispiny, które zostały zmuszone przez rodziny lub opiekunów do pobytu w azylu sióstr magdalenek. Margaret została zgwałcona przez swojego kuzyna. Przewinieniem pięknej Bernadette, sieroty, było flirtowanie z chłopcami. Rose i Crispine natomiast urodziły nieślubne dzieci.
Reżyser szczegółowo ukazał nędzne warunki życia, w jakich były zmuszone mieszkać dziewczęta oraz pozostałe kobiety „osadzone” w azylu, surową, codzienną dyscyplinę oraz ówczesną, przytłaczającą istotę wiary katolickiej.
Każda z głównych bohaterek doświadcza przemocy i okrucieństwa ze strony fikcyjnej postaci matki przełożonej, siostry Bridget, która pozornie ma spokojne usposobienie. Siostra Bridget została przedstawiona w kilku scenach jako sadystyczna, prawie nieludzka osoba. Cechy te widać przede wszystkim w scenie bezlitosnego pobicia Rose na oczach Bernadette oraz podczas ścinania włosów Bernadecie i Unie, którą szyderczo wyśmiewa. Jej zachowanie nie jest wyraźnie wyjaśnione i do końca nie wiadomo, czy siostra Bridget niepotrzebnie zachowuje się w tyranizujący sposób, czy może święcie wierzy w słuszność swoich czynów.
Film krytykuje także hipokryzję i korupcję zakonnic. Siostra Bridget rozkoszuje się liczeniem pieniędzy otrzymywanych za usługi z pralni; pojawia się także sugestia, iż tylko niewielka ich część jest stosownie wydawana. Siostry, które tak jak Maria Magdalena wyrzekły się wszelkich przyjemności ciała, jadają wytworne posiłki, podczas gdy ciężko pracujące kobiety muszą się zadowolić płatkami owsianymi. Jedna z najbardziej upokarzających scen pokazuje dziewczęta zmuszone do stania nago w linii po wzięciu prysznica w umywalni: siostry urządzają im wówczas poniżające „zawody”, polegające na porównywaniu i ocenianiu, która z nich ma najwięcej włosów łonowych, największą pupę, najmniejsze i największe piersi, opatrując te „zawody” własnymi, „dowcipnymi” komentarzami. Negatywnego obrazu kleru dopełnia ksiądz zmuszający nieco upośledzoną umysłowo Crispinę do seksu oralnego. W obawie przed skandalem siostra Bridget wysyła Crispinę do szpitala psychiatrycznego.
Zobrazowano również graniczące czasem z nienawiścią odrzucenie kobiet ze strony ich własnych rodzin i społeczeństwa, które uważa je tylko i wyłącznie za „kurwy”. Margaret nie korzysta z okazji do ucieczki, bo nie ma dokąd pójść. Jedną z niedoszłych uciekinierek odprowadza do azylu ojciec, oznajmiając jej, że nie ma już domu, ojca ani matki („dla ciebie umarli”) bijąc ją i grożąc. W pilnowaniu osadzonych pomaga także policja eskortująca dziewczęta podczas procesji. Crispina znajduje pewne wsparcie w starszej siostrze, dzięki której widuje swojego synka poprzez kraty ogrodzenia. Nie może jednak do niego podejść. Nie wie nawet, jak mu na imię.
Trójka dziewcząt w pewnym stopniu tryumfuje nad swoimi oprawcami. Margaret została zwolniona po interwencji młodszego brata. Bernadette i Rose postanowiły uciec razem. Po wyłamaniu zamka do sypialni udały się do gabinetu siostry Bridget w poszukiwaniu klucza do bramy azylu. Po trzymającej w napięciu scenie z siostrą przełożoną, dziewczęta uciekły do pobliskiego miasteczka, w którym uzyskały pomoc od krewnej. Rose wyjechała do Liverpoolu w Anglii.
Epilog filmu krótko opisuje losy czwórki dziewcząt po ucieczce z azylu. Rose wyszła za mąż i urodziła dwie córki. Nigdy nie wróciła do Irlandii. Swojego syna odnalazła w 1996 roku. Margaret zamieszkała w Donegal. Została nauczycielką w szkole podstawowej, a potem asystentką dyrektora. Pozostała niezamężna. Bernadette wyjechała do Anglii i otworzyła własny salon fryzjerski. Wychodziła za mąż i rozwodziła się trzy razy. Nie ma dzieci. Harriet (Crispina) zmarła w wieku 24 lat na anoreksję w szpitalu dla psychicznie chorych.
Opisane w epilogu losy dziewcząt według niektórych źródeł są wymyślone. Prawdziwe historie opowiedziane podczas wywiadów z byłymi mieszkankami azylów zainspirowały film, jednak na jego potrzeby opowieści te zostały zmienione. W epilogu podano także informację, że ostatni z azylów zamknięto w 1996 roku.

## Obsada
- Anne-Marie Duff jako Margaret
- Nora-Jane Noone jako Bernadette
- Dorothy Duffy jako Rose (Patricia)
- Eileen Walsh jako Harriet (Crispina)
- Mary Murray jako Una
- Britta Smith jako Katy
- Geraldine McEwan jako siostra Bridget
- Frances Healy jako siostra Jude
- Eithne McGuinness jako siostra Clementine
- Phyllis MacMahon jako siostra Augusta
- Rebecca Walsh jako Josephine

## Kontrowersje
Film wywołał protesty Kościoła katolickiego, który nazywał go prowokacją.